# Wolfgang Mück
Wolfgang Mück (* 9. Oktober 1939 in Müglitz, Landkreis Hohenstadt, Reichsgau Sudetenland) ist ein deutscher Historiker, Autor und Kommunalpolitiker (SPD).

## Leben
Wolfgang Kurt Mück wurde im Alter von sechs Jahren zusammen mit seiner Mutter und seinen beiden Brüdern aus seiner mährischen Heimat vertrieben. Der Vater fiel im Zweiten Weltkrieg, die restliche Familie fand in Schauerheim eine neue Heimat. Im benachbarten Neustadt an der Aisch legte er 1961 das Abitur ab, anschließend studierte er Geschichte, Geographie, Germanistik und Volkskunde an den Universitäten Würzburg und Wien. 1967 promovierte er an der Universität Würzburg über Deutschlands erste Eisenbahn mit Dampfkraft. 1967 legte er das Lehramtsexamen ab und unterrichtete am Dientzenhofer-Gymnasium in Bamberg und am Friedrich-Alexander-Gymnasium in Neustadt an der Aisch.
Wolfgang Mück ist verheiratet und Vater zweier Töchter.
Seit 2009 ist er Ehrenbürger seiner Wahlheimat Neustadt an der Aisch. Im Jahre 2012 wurde er mit dem Bundesverdienstkreuz am Bande ausgezeichnet.

## Geschichtliche Forschung
Sein bedeutendster Forschungsschwerpunkt ist der Nationalsozialismus von den Anfängen nach dem Ersten Weltkrieg bis zur „Aufarbeitung“ nach dem Zweiten Weltkrieg. Seine Ergebnisse und Publikationen orientieren sich an konkreten Beispielen und richten sich sowohl an Fachkreise als auch an die interessierte Öffentlichkeit. Besonders sein Buch NS-Hochburg in Mittelfranken wurde national und international beachtet und ist auch in namhaften Bibliotheken zu finden.
Zugleich beschäftigt er sich immer wieder auch mit der Erforschung der Geschichte Frankens.

## Politik
Von 1978 bis 1982 war er für die SPD Stadtrat von Neustadt an der Aisch. Von 1990 bis 2002 war er Erster Bürgermeister der Stadt. Zur Wahl 2002 trat er aus Altersgründen nicht mehr an.
In seine Amtszeit als Erster Bürgermeister fielen zahlreiche das Stadtbild dauerhaft prägende Entscheidungen, darunter die Verkehrsberuhigung der Innenstadt mit Fußgängerzone um den Marktplatz, die Umgestaltung der historischen städtischen Turnhalle in das Veranstaltungszentrum „NeuStadtHalle am Schloss“, die Einrichtung des Karpfenmuseums, die Ausweisung des Baugebiets „Hasengründlein“,  der Bau der Comenius-Grundschule und die Anregung für die Schaffung des S-Bahnhaltepunkts Neustadt-Mitte.

## Veröffentlichungen (Auswahl)
- Deutschlands erste Eisenbahn mit Dampfkraft. Die kgl. priv. Ludwigseisenbahn zwischen Nürnberg und Fürth. Dissertation 1968. 2., neubearbeitete Auflage: Fürth 1985. DNB 860658317.
- Johann Mützel (1647–1717) – ein Wegbereiter des Barock (= Streiflichter aus der Heimatgeschichte. Sonderheft). Geschichts- und Heimatverein, Neustadt a. d. Aisch 1997, OCLC 75995259.
- Müller und Mühlen im Zenngrund vom Werden und Vergehen einer fast verschwundenen Welt (= Mittelfränkische Studien. Band 24). Historischer Verein für Mittelfranken, Ansbach 2014, ISBN 978-3-87707-908-9.
- mit Rainer Hambrecht, Siegfried Kett und Hermann Glaser: Das braune Franken. Hitlers Weg von München nach Berlin. Schrenk-Verlag, Röttenbach 2017, ISBN 978-3-924270-88-9.
- Auf dem Weg in bessere Zeiten. Neustadt an der Aisch zwischen Kriegsende und Wirtschaftswunder. Verlag Ph. C. W. Schmidt, Neustadt a. d. Aisch 2019, ISBN 978-3-87707-170-0.
- NS-Hochburg in Mittelfranken. Das völkische Erwachen in Neustadt an der Aisch 1922–1933. Verlag Ph. C. W. Schmidt, Neustadt a. d. Aisch 2016; 6., ergänzte Auflage ebenda 2020, ISBN 978-3-87707-990-4.
- Von der Heldenverehrung zum Opfergedenken. Kriegsdenkmäler und Erinnerungskultur im Landkreis Neustadt a. d. Aisch – Bad Windsheim. Verlag Ph. C. W. Schmidt, Neustadt a. d. Aisch 2023, ISBN 978-3-87707-311-7.
- Schauerheim. Eine Kindheit im Franken der Nachkriegszeit. ars vivendi verlag, Cadolzburg 2025, ISBN 978-3-7472-0673-7.